# The Addams Family

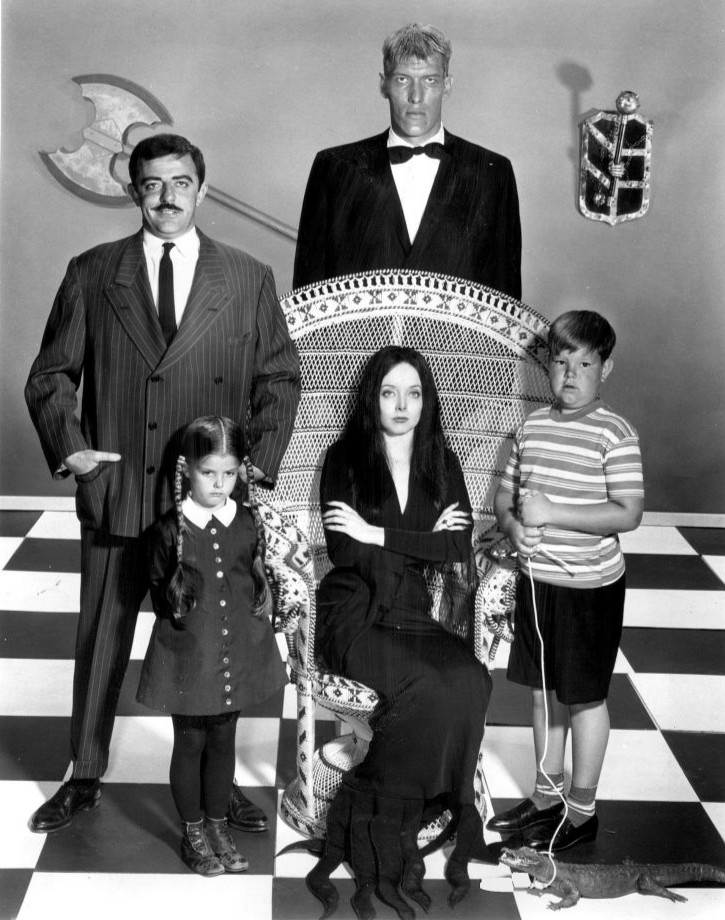
Cast van de televisieserie The Addams Family, 1964

The Addams Family is een fictieve familie bedacht door de Amerikaanse striptekenaar Charles Addams. De familie verscheen oorspronkelijk in een reeks strips van Charles Addams, maar inmiddels bestaan er ook films, televisieseries, musicals en computerspellen over de familie.
De Addams Family is een satirische versie van het ideale Amerikaanse gezin (nuclear family). De Addamsen zijn een excentrieke, rijke familie die houden van alles dat grotesk en macaber is, en ze zijn zich totaal niet bewust van het feit dat anderen hen vreemd of angstaanjagend vinden. De familie bestaat zelfs deels uit monsters.
Addams' strips werden in de jaren 30 gepubliceerd in het tijdschrift The New Yorker, en werden al snel populair. Vooral de zwarte humor sprak veel mensen aan.

## Achtergrond
Charles Addams' originele strips bestonden steeds uit één plaatje met daarop een grappige situatie. Addams gaf zijn personages geen namen of diepere persoonlijkheden tot aan de eerste sitcom rondom zijn creatie.
De familie is blijkbaar de laatste tak van de Addamsclan. Wel wonen er elders in de wereld nog andere familieleden. De familie woont in een naargeestig landhuis naast een kerkhof en een moeras op 0001 Cemetery Ridge. Hun huis doet denken aan een klassiek spookhuis. In de kelder bevindt zich een martelkamer met onder andere een elektrische stoel.
Hoewel ze macabere interesses hebben, zijn de Addamsen niet noodzakelijkerwijs kwaadaardige mensen. Ze gedragen zich in het algemeen beleefd tegenover anderen en zijn soms zelfs bereid mee te werken aan goede doelen of donaties te geven. Meestal zijn ze zich er niet bewust van hoe hun gasten hun levensstijl ervaren.

## Personages

### Familieleden en dienaren
De Addams-familie bestaat voornamelijk uit Gomez, Morticia, Pugsley, Wednesday, Oom Fester en Oma. De familie wordt geholpen door hun butler Lurch, en een wandelende hand genaamd Thing. Een ander familielid dat geregeld opduikt is neef Itt.
Gomez Alonzo AddamsDe vader van het gezin. Hij is de echtgenoot van Morticia en de vader van Wednesday en Pugsley. Oorspronkelijk was hij Oma Addams' zoon, maar later werd dit veranderd in Oma Addams schoonzoon. Zijn broer (oorspronkelijk zwager) is Fester.
Gomez is een altijd opgewekte en succesvolle man, die een kinderlijk enthousiasme vertoont voor alles wat hij doet. Hij kan goed schermen en speelt graag met treintjes.
Morticia A. Addams (née Frump)De moeder van het gezin. Oorspronkelijk was ze de dochter van Hester Frump, maar dit werd later veranderd naar Oma Addams. Ze is de echtgenote van Gomez Addams, en de moeder van Wednesday en Pugsley.
Morticia heeft een bleke huid en een gothic uiterlijk. Vermoed wordt dat ze geen mens maar een vampier is. Ze is elegant, artistiek en muzikaal.
Pugsley en WednesdayDe kinderen van Gomez en Morticia. Wednesday is de jongste, hoewel ze in de films en the New Addams Family even oud leek als Pugsley. Ze is een stil en ietwat zielig kind. In de televisieserie was ze een onschuldig vrolijk kind. In de films kreeg ze een serieuzere persoonlijkheid. Pugsley is twee jaar ouder dan Wednesday. In de originele serie waren hij en Wednesday beste vrienden. In de films en nieuwe serie wordt hij vaak door Wednesday gebruikt voor haar experimenten en martelpraktijken, maar lijkt zich hier totaal niet van bewust.
PubertIn de film Addams Family Values kregen Gomez en Morticia een derde kind, een zoon genaamd Pubert. Hij is een vrijwel onverwoestbare baby die al op jonge leeftijd brandende pijlen kan afschieten. De film is de enige productie van de Addams Family waarin hij meedoet.
Fester AddamsEen kale man met een zeer bleke huid, donkere ingezakte ogen en een duivelse grijns. Hij is een echte masochist die graag op de elektrische stoel zit, en hij speelt met explosieven. Festers lichaam is elektrisch geladen waardoor hij bijvoorbeeld een lamp kan laten branden door hem in zijn mond te steken.
Fester is de broer van Gomez. Vermoed wordt dat hij een zombie of een andere vorm van wandelend lijk is.
OmaGomez' moeder in de originele televisieserie en Morticia's moeder in de andere incarnaties. Oma is een heks die altijd met drankjes en spreuken in de weer is. Ze houdt zich ook bezig met het voorspellen van de toekomst.
ThingEen wandelende hand die een eigen leven leidt. Thing is al sinds Gomez' jeugd een goede vriend van hem. Hij doet alledaagse klusjes zoals de post ophalen, een brief schrijven of iemand gewoon een schouderklopje geven. Hij kan niet praten en communiceert met morsecode.
LurchDe grote supersterke butler van de familie. Lurch lijkt nog wel het meest op het monster van Frankenstein. Hij zegt bijna nooit wat, maar gromt meestal alleen. Vanwege zijn postuur en kracht voert hij vaak de zware karweitjes uit. Hij speelt graag orgel.
Neef IttEen neef van Gomez die de familie geregeld komt opzoeken. Itt is een klein mannetje wiens lichaam geheel verscholen gaat onder zijn lange haar. Hij praat zo snel dat de kijker hem nooit kan volgen, maar de Addamsen lijken hem welteverstaan.

### Huisgasten
Gasten die vaak bij de Addamsen langskomen, zijn Morticia's oudere zus Ophelia, haar nicht Melancholia en haar moeder Hester Frump. De Addamsen hebben nog veel meer excentrieke familieleden die elders in de wereld wonen en in de vele incarnaties geregeld op bezoek komen.

### Buren
De vele buren van de Addamsen begrijpen niets van de levensstijl van de familie. Ze worden door hun omgeving gezien als gevaarlijk. De buren hebben dan ook geregeld conflicten met de Addamsen, maar zij zijn altijd degene die de ruzie beginnen.
In de tweede animatieserie werden drie vaste buren geïntroduceerd: de familie Normanmeyers bestaande uit Norman, Normina en N.J. Hoewel Norman en Normina de Addamsen niet mogen, is hun zoon N.J. goede vrienden met Pugsley en Wednesday.

## De paranormale aard van de Addamsen
In tegenstelling tot The Munsters, waarin expliciet wordt vermeld dat de personages bovennatuurlijke identiteiten hebben, is de aard van de Addamsen onbekend. Ze lijken een band te hebben met occultisme en het bovennatuurlijke. Oom Fester wordt vaak neergezet als een gestoorde geleerde en Oma is een heks, maar dit verklaart niet de schijnbaar onsterfelijke staat waarin de Addamsen verkeren. De familie zet vaak gerechten op tafel die voor normale mensen dodelijk en oneetbaar zouden zijn en houdt van deelnemen aan pijnlijke activiteiten.
In de originele televisieserie vertoonde elk lid van de familie wel een of meer 'niet-menselijke' eigenschappen. Morticia kon kaarsen aansteken door ze enkel aan te raken, Gomez was bovenmenselijk atletisch en kon ingewikkelde berekeningen uit zijn hoofd doen, Fester kon elektriciteit en magnetisme opwekken, Oma kon op een bezem vliegen, Pugsley kon aan bomen hangen met enkel zijn tanden en Wednesday was supersterk. Geen van deze eigenschappen werd als ongewoon gezien door de familieleden.
In latere incarnaties werden deze eigenschappen niet meer vertoond, op Festers gave om stroom op te wekken na. Maar punt is dat de Addamsen in elke incarnatie ook dingen overleefden die een normaal mens nooit zou overleven.

## Televisie, films, spellen en musical

### Live-action
- In 1964 produceerde het ABC-tb-netwerk een televisieserie over de Addams Family. De serie werd opgenomen in zwart-wit en liep voor drie seizoenen met een totaal van 64 afleveringen. Elke aflevering duurde een half uur.
- De televisiefilm Halloween With The New Addams Family werd uitgezonden op NBC op 30 oktober 1977.
- In 1991 verscheen een filmversie van de familie. Deze film, gewoon The Addams Family genaamd, werd een redelijk succes.
- In 1993 kreeg de film een vervolg genaamd Addams Family Values.
- Een derde film verscheen in 1998 genaamd Addams Family Reunion. Dit was een direct-naar-videofilm die geen connecties had met de vorige twee films.
- De derde film diende als pilot voor een tweede live-actionserie genaamd The New Addams Family. Deze werd van 1998 t/m 1999 uitgezonden. De serie bestond uit 65 afleveringen.
- In 2022 verscheen op Netflix een spin-off televisieserie gefocust op Wednesday Addams onder de naam Wednesday.[1]

### Animatie
Twee animatieseries en een animatiefilm over de Addams Family werden geproduceerd:
- The Addams Family uit 1972. Deze serie begon oorspronkelijk als onderdeel van de derde aflevering van de animatieserie The New Scooby-Doo Movies, waarin de Addamsen een gastoptreden hadden. Deze animatieversies van de Addams Family bleken populair genoeg voor een eigen serie. De serie liep van 1973 t/m 1975. In deze serie woonden de Addamsen niet in een landhuis, maar in een camper geheel in victoriaanse stijl. In deze serie werden tevens de relaties tussen de familieleden aangepast aan de huidige situatie, met Fester als Gomez' broer en Oma als de moeder van Morticia.
- The Addams Family: de tweede animatieserie die van 1992 t/m 1995 liep op ABC. Deze serie werd gemaakt naar aanleiding van het succes van de film uit 1991. In deze serie woonden de Addamsen wel weer in hun landhuis.
- The Addams Family, een animatiefilm uit 2019 geregisseerd door Conrad Vernon en Greg Tiernan met de stemmen van Oscar Isaac, Charlize Theron, Chloë Grace Moretz, Finn Wolfhard, Nick Kroll, Snoop Dogg, Bette Midler en Allison Janney.

### Spellen
Tussen 1989 en 1994 zijn vijf computerspellen en een flipperkast over de Addams Family geproduceerd:
- Fester's Quest (1989): een schietspel met Fester in de hoofdrol.
- The Addams Family: een platformspel voor de Nintendo Entertainment System, Super Nintendo Entertainment System en Game Boy.
- The Addams Family: Pugsley's Scavenger Hunt (1993), vervolg op het vorige spel, gebaseerd op de tweede animatieserie.
- Addams Family Values (1994): gebaseerd op de tweede film.
- Addams Family: een spel voor de Sega Game Gear.
- The Addams Family: een flipperkastspel.

### Musical
In mei 2007 werd aangekondigd dat een musical over de Addams Family zou worden geproduceerd voor het theater op Broadway. Broadwayveteranen Marshall Brickman en Rick Elice schreven het boek en Andrew Lippa schreef de muziek. De musical ging in première op 8 maart 2010 in het Lunt-Fontanne Theatre op Broadway.
Vanaf november 2018 tot maart 2019 was de musical te zien in Nederland, onder regie van Paul Eenens, met in de cast onder anderen Pia Douwes, Johnny Kraaijkamp jr., Marjolein Teepen, Martijn Vogel, Tony Neef, Irene Kuiper en Mylène d'Anjou.

## Rolverdeling
| Rol              | Productie                   | Productie                        | Productie                          | Productie                   | Productie                                   | Productie                | Productie                   | Productie                   | Productie                    | Productie                       | Productie                | Productie                | Productie                              |
| ---------------- | --------------------------- | -------------------------------- | ---------------------------------- | --------------------------- | ------------------------------------------- | ------------------------ | --------------------------- | --------------------------- | ---------------------------- | ------------------------------- | ------------------------ | ------------------------ | -------------------------------------- |
|                  | The Addams Family (1964-66) | The New Scooby-Doo Movies (1972) | The Addams Family Fun House (1973) | The Addams Family (1973-74) | Halloween with the New Addams Family (1977) | The Addams Family (1991) | The Addams Family (1992-93) | Addams Family Values (1993) | Addams Family Reunion (1998) | The New Addams Family (1998-99) | The Addams Family (2010) | The Addams Family (2019) | Wednesday (2022)                       |
| Gomez Addams     | John Astin                  | John Astin                       | Jack Riley                         | Lennie Weinrib              | John Astin                                  | Raúl Juliá               | John Astin                  | Raúl Juliá                  | Tim Curry                    | Glenn Taranto                   | Nathan Lane              | Oscar Isaac              | Luis Guzmán Lucius Hoyos (jong)        |
| Morticia Addams  | Carolyn Jones               | Carolyn Jones                    | Liz Torres                         | Janet Waldo                 | Carolyn Jones                               | Anjelica Huston          | Nancy Linari                | Anjelica Huston             | Daryl Hannah                 | Ellie Harvie                    | Bebe Neuwirth            | Charlize Theron          | Catherine Zeta-Jones Gwen Jones (jong) |
| Pugsley Addams   | Ken Weatherwax              | Jodie Foster                     | Butch Patrick                      | Jodie Foster                | Ken Weatherwax                              | Jimmy Workman            | Jeannie Elias               | Jimmy Workman               | Jerry Messing                | Brody Smith                     | Adam Riegler             | Finn Wolfhard            | Isaac Ordonez                          |
| Wednesday Addams | Lisa Loring                 | Cindy Henderson                  | Noelle Von Sonn                    | Cindy Henderson             | Lisa Loring                                 | Christina Ricci          | Debi Derryberry             | Christina Ricci             | Nicole Fugere                | Nicole Fugere                   | Krysta Rodriguez         | Chloë Grace Moretz       | Jenna Ortega                           |
| Fester Addams    | Jackie Coogan               | Jackie Coogan                    | Stubby Kaye                        | Jackie Coogan               | Jackie Coogan                               | Christopher Lloyd        | Rip Taylor                  | Christopher Lloyd           | Patrick Thomas               | Michael Roberds                 | Kevin Chamberlin         | Nick Kroll               | Fred Armisen                           |
| Oma              | Blossom Rock                | Jonathan Winters                 | -                                  | Janet Waldo                 | Jane Rose                                   | Judith Malina            | Carol Channing              | Carol Kane                  | Alice Ghostley               | Betty Phillips                  | Jackie Hoffman           | Bette Midler             | -                                      |
| Lurch            | Ted Cassidy                 | Ted Cassidy                      | Pat McCormick                      | Ted Cassidy                 | Ted Cassidy                                 | Carel Struycken          | Jim Cummings                | Carel Struycken             | Carel Struycken              | John DeSantis                   | Zachary James            | Conrad Vernon            | George Burcea                          |
| Thing            | Ted Cassidy, Jack Voglin    | -                                | -                                  | -                           | Ted Cassidy                                 | Christopher Hart         | -                           | Christopher Hart            | Christopher Hart             | Steven Fox                      | Fred Inkley              | -                        | Victor Dorobantu                       |
| Neef Itt         | Felix Silla                 | -                                | Felix Silla                        | John Stephenson             | Felix Silla                                 | John Franklin            | Pat Fraley                  | John Franklin               | Phil Fondacaro               | David Mylrea, Paul Dobson       | Fred Inkley              | Snoop Dogg               | -                                      |

## Trivia
- In de originele televisieserie werd Thing grotendeels gespeeld door Ted Cassidy, die ook de rol van Lurch had.
- Het landhuis van de Addams Family is geïnspireerd op de College Hall in Philadelphia, waar Charles Addams op de universiteit zat.
- In 2007 gebruikte M&M's de oude Addams Family-show om een nieuw merk van donkere chocolade te promoten. De M&M-mascottes zijn in deze reclame gekleed als de Addams Family.[3]
- MC Hammer schreef en zong rapnummers voor The Addams Family-film.